# Campionatul de Fotbal al României 1918-1919
Cupa Jean Luca P. Niculescu 1919 s-a disputat în primăvara lui 1919. Sezonul 1918-1919 nu este considerat unul oficial de către Federația Română de Fotbal. 

### Rezultate disponibile
| Gazde                 | Scorul | Oaspeți               |
| --------------------- | ------ | --------------------- |
| Venus București       | 1-0    | Colțea București      |
| Venus București       | 1-4    | Universitar București |
| Tricolor București    | 0-1    | Venus București       |
| Universitar București | 1-1    | Tricolor București    |
| Colțea București      | 0-1    | Tricolor București    |
| Universitar București | 1-1    | Colțea București      |
| Colțea București      | 0-2    | Venus București       |

### Clasament
| Poz | Echipa             | J | V | E | Î | GP | GD | DG | P |
| --- | ------------------ | - | - | - | - | -- | -- | -- | - |
| 1   | Venus București    | 4 | 3 | 0 | 1 | 5  | 4  | +1 | 6 |
| 2   | Sportul Studențesc | 3 | 1 | 2 | 0 | 6  | 3  | +3 | 4 |
| 3   | Unirea Tricolor    | 3 | 1 | 1 | 1 | 2  | 2  | 0  | 3 |
| 4   | Colțea București   | 4 | 0 | 1 | 3 | 1  | 5  | -4 | 1 |

| Câștigătorii Cupei Jean Luca P.Niculescu 1919 |
| --------------------------------------------- |
| Venus București Primul Trofeu                 |